# Kunio Ogawa
Pour les articles homonymes, voir Ogawa.
Kunio Ogawa 小川 国夫 (21 décembre 1927 - 8 avril 2008) est un écrivain japonais.

## Biographie
Né dans la préfecture de Shizuoka, il se convertit au catholicisme à 20 ans, en 1947. Il publie sa première nouvelle en 1953. Il voyage ensuite longuement en Europe, particulièrement en France et sur le pourtour méditerranéen. En 1972, il publie ce qui est considéré comme son chef-d'œuvre, Le Rivage d'une tentation. Il y décrit la vie de trois générations de maquignons, œuvre qui bien que située dans un contexte géographique (l'embouchure de l'Ōi, lieu de la plupart de ses œuvres) et historique réel, vire quelquefois dans le fantastique.
 
Kunio Ogawa ne sera récompensé que tardivement par plusieurs prix littéraires dont le prix Yomiuri en 1998.

Il décède à l'hôpital.

## Liste des œuvres traduites en français
- Cette lumière qui vient de la mer, dans Les Paons La Grenouille Le Moine-Cigale et dix autres récits (Tome 3 - 1955-1970), nouvelle traduite par le groupe Kirin, Editions Picquier, 1988 (réédition 1991) ; Anthologie de nouvelles japonaises (Tome III - 1955-1970) - Les Paons La Grenouille Le Moine-Cigale, Picquier poche, 1998.
- Les Champs pétrolifères de Sagara (Sagara yuden), dans Jeunesse - Anthologie de nouvelles japonaises contemporaines Tome 1, traduit par Jean-Jacques Tschudin, Éditions du Rocher, 2007.
- Le Rivage d'une tentation (Kokoromi no kishi), traduit par Ryôji Nakamura et René de Ceccatty, Seuil, 2008.

## Source
- Nécrologie dans Le Monde, "Kunio Ogawa, un romancier visionnaire aux valeurs humanistes", 13-14 avril 2008.